# سو جو یون
سو جو یون (کره‌ای: 소주연؛ زادهٔ ۳۱ دسامبر ۱۹۹۳) بازیگر و مدل اهل کره جنوبی است. او در مجموعه تلویزیونی دکتر رمانتیک ۲ (۲۰۲۰) ایفای نقش کرده‌است.

## فیلم‌شناسی

### فیلم
| سال  | عنوان             | نقش      | توضیحات      | منابع       |
| ---- | ----------------- | -------- | ------------ | ----------- |
| ۲۰۱۸ | درگوشی            | اون‌ها    |              | [ ۳ ] [ ۴ ] |
| ۲۰۲۰ | درمانگر: مشت ته‌بک | جو یون   | حضور افتخاری | [ ۵ ]       |
| ۲۰۲۰ | فستیوال           | کیونگ می | فیلم مستقل   | [ ۵ ]       |
| ن/م  | Dial Girl LEDIEE  | یورا     | فیلم کوتاه   | [ ۶ ]       |

### مجموعه تلویزیونی
| سال       | عنوان                   | نقش         | توضیحات               | منابع                |
| --------- | ----------------------- | ----------- | --------------------- | -------------------- |
| ۲۰۱۸      | عشق شفا دهنده من        | یانگ اون جو |                       | [ ۷ ] [ ۸ ]          |
| ۲۰۱۹      | از رفتن به سرکار متنفرم | لی یو جیم   |                       | [ ۹ ] [ ۱۰ ]         |
| ۲۰۲۰–۲۰۲۳ | دکتر رمانتیک            | یون آه روم  | فصل ۲–۳               | [ ۱۱ ] [ ۱۲ ] [ ۱۳ ] |
| ۲۰۲۰      | مرکز مراقبت پس از تولد  | الکس چوی    | حضور افتخاری (قسمت ۶) | [ ۱۴ ]               |
| ۲۰۲۱      | درام ویژه – سه          | کیم جونگ هی |                       | [ ۱۵ ]               |

### مجموعه اینترنتی
| سال       | عنوان              | نقش         | منابع         |
| --------- | ------------------ | ----------- | ------------- |
| ۲۰۱۸      | خوب نیست، اما خوبه | کیم جی آن   | [ ۱۶ ]        |
| ۲۰۱۹      | وایلد گایز         | لی جین جو   | [ ۱۷ ] [ ۱۸ ] |
| ۲۰۲۰–۲۰۲۱ | دلباخته در شهر     | سو رین یی   | [ ۱۹ ]        |
| ۲۰۲۰–۲۰۲۱ | عشق بسیار زیبا     | شین سول یی  | [ ۲۰ ]        |
| ۲۰۲۲      | فصل شکوفایی        | هان سو مانگ | [ ۲۱ ]        |

## جوایز و نامزدی‌ها
| مراسم جوایز         | سال  | دسته                     | نامزد / اثر    | نتیجه | منابع  |
| ------------------- | ---- | ------------------------ | -------------- | ----- | ------ |
| جوایز درامای اس‌بی‌اس | ۲۰۲۰ | بهترین بازیگر تازه‌کار زن | دکتر رمانتیک ۲ | برنده | [ ۲۲ ] |